# Тритиоортоарсенит серебра(I)
Тритиоортоарсенит серебра(I) (тритиоарсенит серебра, тиоарсенит серебра) — Ag3AsS3, неорганическое соединение, серебряная соль тиомышьяковистой кислоты. Твёрдое, тёмно-красное кристаллическое вещество, нерастворимое в воде. Растворим в азотной кислоте. Встречается в природе в виде рудного минерала серебра — прустита.
Может быть получен взаимодействием серебра с сульфидом мышьяка при нагревании в инертной атмосфере под давлением.
Используется как серебряная руда и в качестве материала для оптики.